# Daniel Goldman (Schauspieler)
Daniel Goldman ist ein ehemaliger US-amerikanischer Kinderdarsteller.

## Leben und Wirken
Daniel Goldman wirkte in der zweiten Hälfte der 2000er Jahre in einer Reihe von Film- und Fernsehproduktionen mit, hat sich danach jedoch aus dieser Branche zurückgezogen. Nach einem Auftritt in der Talkshow with Spike Feresten im Jahr 2006 trat er im selben Jahr in der ersten Staffel der Fernsehserie Dexter als Cody Bennett, Sohn der von Julie Benz dargestellten Rita Bennett, in Erscheinung und wurde ab der zweiten Staffel durch Preston Bailey ersetzt. Für sein Engagement wurde er bei der Verleihung der Young Artist Awards 2007 mit einem Young Artist Award in der Kategorie „Bester wiederkehrende Schauspieler in einer Fernsehserie (Comedy oder Drama)“ ausgezeichnet. Im Jahr 2007 war er zudem in den Kurzfilmen To the Altar, The Wake und Unconditional zu sehen und hatte im darauffolgenden Jahr einen Auftritt in der nur kurzlebigen Fernsehserie Moonlight. Danach verläuft sich die Spur des Kinderdarstellers, der daraufhin nicht mehr als Schauspieler in Erscheinung getreten sein dürfte.

## Filmografie (Auswahl)
- 2006: Talkshow with Spike Feresten (Talkshow; 1 Episode)
- 2006: Dexter (Fernsehserie; 11 Episoden)
- 2007: To the Altar (Kurzfilm)
- 2007: The Wake (Video)
- 2007: Unconditional (Kurzfilm)
- 2008: Moonlight (Fernsehserie; 1 Episode)

## Nominierungen und Auszeichnungen (Auswahl)

### Auszeichnungen
- 2007: Young Artist Award in der Kategorie „Bester wiederkehrende Schauspieler in einer Fernsehserie (Comedy oder Drama)“ für seine Leistung in der Serie Dexter